# Premiul Globul de Aur pentru cea mai bună actriță în rol secundar
Premiul Globul de Aur pentru cea mai bună actriță în rol secundar (engleză Best Performance by an Actress in a Supporting Role in a Motion Picture) este un premiu cinematografic decernat anual începând cu anul 1944 de către „Hollywood Foreign Press Association”.

## Lista laureatelor
- 1943 Katina Paxinou – Pentru cine bat clopotele (For Whom the Bell Tolls)
- 1944 Agnes Moorehead – Mrs. Parkington
- 1945 Angela Lansbury – Portretul lui Dorian Gray (The Picture of Dorian Gray)
- 1946 Anne Baxter – Pe muchie de cuțit (The Razor's Edge)
- 1947 Celeste Holm – Pe cuvânt de onoare (Gentleman's Agreement)
- 1948 Ellen Corby – I Remember Mama
- 1949 Mercedes McCambridge – All the King's Men

- 1950 Josephine Hull – Harvey
- 1951 Kim Hunter – Un tramvai numit dorință (A Streetcar Named Desire)
- 1952 Katy Jurado – La amiază (High Noon)
- 1953 Grace Kelly – Mogambo
- 1954 Jan Sterling – The High and the Mighty
- 1955 Marisa Pavan – The Rose Tattoo
- 1956 Eileen Heckart – The Bad Seed
- 1957 Elsa Lanchester – Martorul acuzării
- 1958 Hermione Gingold – Gigi
- 1959 Susan Kohner – Imitation of Life

- 1960 Janet Leigh – Psycho
- 1961 Rita Moreno – West Side Story
- 1962 Angela Lansbury – he Manchurian Candidate
- 1963 Margaret Rutherford – The VIPs
- 1964 Agnes Moorehead – Hush... Hush, Sweet Charlotte
- 1965 Ruth Gordon – Inside Daisy Clover
- 1966 Jocelyne LaGarde – Hawaii
- 1967 Carol Channing – Thoroughly Modern Millie
- 1968 Ruth Gordon – Copilul lui Rosemary
- 1969 Goldie Hawn – Floarea de cactus

- 1970 Karen Black – Cinci piese ușoare și Maureen Stapleton – Aeroportul (ex aequo)
- 1971 Ann-Margret – Cunoaștere carnală
- 1972 Shelley Winters – Aventura lui Poseidon
- 1973 Linda Blair – Exorcistul
- 1974 Karen Black – Marele Gatsby
- 1975 Brenda Vaccaro – Jacqueline Susann's Once Is Not Enough
- 1976 Katharine Ross – Voyage of the Damned
- 1977 Vanessa Redgrave – Julia
- 1978 Dyan Cannon – Cerul poate să aștepte
- 1979 Meryl Streep – Kramer contra Kramer

- 1980 Mary Steenburgen – Melvin and Howard
- 1981 Joan Hackett – Only When I Laugh
- 1982 Jessica Lange – Tootsie
- 1983 Cher – Silkwood
- 1984 Peggy Ashcroft – A Passage To India
- 1985 Meg Tilly – Agnes of God
- 1986 Maggie Smith – A Room With a View
- 1987 Olympia Dukakis – Visătorii (Moonstruck)
- 1988 Sigourney Weaver – Working Girl
- 1989 Julia Roberts – Steel Magnolias

- 1990 Whoopi Goldberg – Ghost
- 1991 Mercedes Ruehl – Regele pescar
- 1992 Joan Plowright – Enchanted April
- 1993 Winona Ryder – The Age of Innocence
- 1994 Dianne Wiest – Bullets Over Broadway
- 1995 Mira Sorvino – Mighty Aphrodite
- 1996] Lauren Bacall – The Mirror Has Two Faces
- 1997] Kim Basinger – L.A. Confidential
- 1998 Lynn Redgrave – Gods and Monsters
- 1999 Angelina Jolie – Girl dans Interrupted

- 2000 Kate Hudson – Aproape celebri
- 2001 Jennifer Connelly – O minte sclipitoare
- 2002 Meryl Streep – Adaptation
- 2003 Renée Zellweger – Cold Mountain
- 2004 Natalie Portman – Closer
- 2005 Rachel Weisz – The Constant Gardener
- 2006 Jennifer Hudson – Dreamgirls
- 2007 Cate Blanchett – I'm Not There
- 2008 Kate Winslet – The Reader
- 2009 Mo'Nique – Precious

- 2010 Melissa Leo – Luptătorul
- 2011 Octavia Spencer – The Help
- 2012 Anne Hathaway – Mizerabilii
- 2013 Jennifer Lawrence – Țeapă în stil american
- 2014 Patricia Arquette – 12 ani de copilărie
- 2015 Kate Winslet – Steve Jobs
- 2016 Viola Davis – Fences
- 2017 Allison Janney – I, Tonya
- 2018 Regina King – If Beale Street Could Talk
- 2019 Laura Dern – Marriage Story
- 2020 Jodie Foster – The Mauritanian
- 2021 Ariana DeBose – West Side Story
- 2022 Angela Bassett – Pantera neagră: Wakanda pentru totdeauna
- 2023 Da'Vine Joy Randolph – The Holdovers
- 2024 Zoe Saldaña – Emilia Pérez